# Берти, Браунлоу, 5-й герцог Анкастер и Кестевен
Браунло́у Бе́рти, 5-й ге́рцог Анка́стер и Ке́стевен (англ. Brownlow Bertie, 5th Duke of Ancaster and Kesteven; 1 марта 1729 — 8 февраля 1809) — британский аристократ и государственный деятель, 5-й герцог Анкастер и Кестевен (1779—1809).

## Биография
Браунлоу Берти был младшим из трёх сыновей в семье Перегрина Берти, 2-го герцога Анкастер и Кестевен и его жены Джейн Браунлоу, старшей из дочерей сэра Джона Браунлоу, 3-го баронета и Элис Шерард. Он приходился внуком Роберту Берти, 1-му герцогу Анкастер и Кестевен.
В 1761 году Берти был избран в парламент от графства Линкольншир, членом которого он оставался до 1779 года. В том же году после смерти своего бездетного племянника стал герцогом Анкастер и Кестевен, а затем он был назначен лорд-лейтенантом Линкольншира.
Скончался 8 февраля 1809 года в возрасте 79 лет, был похоронен в церкви Святой Марии в Суинстиде (Линкольншир).

## Семья
Первый брак Браунлоу Берти с Хариотт Питт (ум. 1763), дочерью Джорджа Мортона Питта был бездетным. После смерти жены Берти во второй раз женился на Мэри Энн Лэйард, дочери майора Питера Лэйарда из Саттон Фрайарс. В этом браке родилась дочь Мэри Элизабет Берти (1771–1797), ставшая женой Томаса Кольера, 4-го графа Портмор.